# Zurych (kanton)
Zurych (niem. Zürich, gzu. Züri, fr. Zurich, wł. Zurigo, rm. Turitg) – niemieckojęzyczny kanton w północnej Szwajcarii ze stolicą w mieście Zurych. Zurych dołączył do Konfederacji Szwajcarskiej w 1351 roku. Powierzchnia kantonu wynosi 1728,94 km², zamieszkiwany jest przez 1 579 967 osób (31 grudnia 2021). Najwyższy szczyt kantonu to Schnebelhorn – 1292 m n.p.m.

## Geografia
Kanton Zurych położony jest na północ od łańcucha Alp nad Jeziorem Zuryskim.

## Demografia
Językami z najwyższym odsetkiem użytkowników są:
- język niemiecki – 83,4%,
- język włoski – 4%,
- język serbsko-chorwacki – 1,7%[1].

## Podział administracyjny
Kanton dzieli się na dwanaście okręgów (Bezirk), w skład których wchodzi łącznie 160 gmin (Gemeinde):
| Okręg           | Liczba mieszkańców (31 grudnia 2022) | Powierzchnia w km² | Stolica okręgu     | Liczba gmin |
| --------------- | ------------------------------------ | ------------------ | ------------------ | ----------- |
| Affoltern       | 56 899                               | 113,03             | Affoltern am Albis | 14          |
| Andelfingen     | 32 211                               | 166,54             | Andelfingen        | 20          |
| Bülach          | 160 967                              | 184,88             | Bülach             | 22          |
| Dielsdorf       | 93 038                               | 152,85             | Dielsdorf          | 22          |
| Dietikon        | 96 312                               | 60,12              | Dietikon           | 11          |
| Hinwil          | 99 220                               | 179,50             | Hinwil             | 11          |
| Horgen          | 129 309                              | 104,24             | Horgen             | 9           |
| Meilen          | 107 681                              | 84,63              | Meilen             | 11          |
| Pfäffikon       | 62 156                               | 163,15             | Pfäffikon          | 10          |
| Uster           | 137 642                              | 112,30             | Uster              | 10          |
| Winterthur      | 176 811                              | 251,75             | Winterthur         | 19          |
| Zurych (Zürich) | 427 721                              | 87,93              | Zurych (Zürich)    | 1           |
| Ogółem: 12      | 1 579 967                            | 1728,94            |                    | 160         |